# 中条孝子
中条 孝子（なかじょう たかこ、1938年 - ）は、日本の小説家。1985年、「どれあい」で第2回織田作之助賞を受賞。

## 著書
- 『手づくり葬式』関西書院、1991年、255頁。ISBN 978-4761301392。
- 『風がささやく午後』関西書院、1993年、254頁。ISBN 978-4761301576。